# Svjetski kup u vaterpolu 1985.
Svjetski kup u vaterpolu 1985. četvrto je izdanje ovog natjecanja. Održan je u njemačkom gradu Duisburgu od 13. do 19. svibnja. Na njemu je nastupalo osam najboljih momčadi s OI 1984.

## Konačni poredak
| Mj. | Država      |
| --- | ----------- |
| 1.  | Njemačka    |
| 2.  | SAD         |
| 3.  | Španjolska  |
| 4.  | Jugoslavija |
| 5.  | Italija     |
| 6.  | Nizozemska  |
| 7.  | Australija  |
| 8.  | Grčka       |